# احمد عبدالرحمن ناصر
مارشال هوایی احمد عبدالرحمن ناصر (انگلیسی: Ahmed Abdel Rahman Nasser; ۲۹ مارس ۱۹۳۴ – ۱۵ فوریهٔ ۲۰۲۰) یک افسر ارشد نیروی هوایی مصر بود. او در سال ۱۹۵۶ از آکادمی نیروی هوایی مصر فارغ‌التحصیل گردید. احمد عبدالرحمن ناصر از سال ۱۹۹۰ تا ۱۹۹۶ به عنوان فرمانده نیروی هوایی مصر خدمت کرد تا اینکه به سن بازنشستگی رسید. پس از آن، تا سال ۲۰۰۲ وزیر هوانوردی غیرنظامی بود. 